# Hattie Hutchcraft Hill
Pour les articles homonymes, voir Hutchcraft et Hill.
Hattie Hutchcraft Hill, née Hattie Amanda Hutchcraft le 27 avril 1847 dans le comté de Bourbon dans l'État du Kentucky et morte le 2 septembre 1921 à Paris dans le même État aux États-Unis, est une peintre impressionniste américaine, connue notamment pour ses paysages, ses portraits, ses marines et ses natures mortes.

## Biographie
Hattie Amanda Hutchcraft naît dans le comté de Bourbon dans l'État du Kentucky en 1847. Elle travaille comme professeur et commence à peindre des natures mortes, des paysages et des animaux dans les années 1870. En 1878, elle visite l'exposition universelle de Paris. Elle épouse William Hill en 1886. En 1888, elle utilise sa part de l'héritage familiale pour séjourner à nouveau en Europe, voyageant à travers l'Italie, l'Espagne et la France, où elle rencontre notamment la peintre Rosa Bonheur. En 1890, elle s'installe à Paris et s'inscrit aux cours de l'Académie Julian, où elle a notamment pour professeurs les peintres Jules Lefebvre et Benjamin Constant. Elle participe notamment à deux Salon des artistes français et peint des portraits, dont celui de l'actrice Sarah Bernhardt, des paysages, visitant la région de la Bretagne, de la Normandie et la forêt de Fontainebleau, et des natures mortes, qu'elle signe du nom d'H. Hutchcraft Hill. En 1893, son portrait du philanthrope William Garth est exposé dans le pavillon dédié au Kentucky lors de l'exposition universelle de Chicago.
Elle rentre ensuite aux États-Unis et ouvre un studio à Los Angeles en 1895. En 1898, elle retourne dans sa région natale et établit un studio à Paris. Elle se spécialise dans la peinture sur porcelaine qu'elle enseigne et réalise notamment une série de portraits représentant les juges de la Bourbon County Courthouse (en). Elle meurt en 1921 et repose au cimetière de la ville (en).
Ces œuvres sont notamment visibles ou conservées à l'Hopewell Museum de Paris (Kentucky), à l'University of Kentucky Art Museum (en) de Lexington et au Morris Museum of Art (en) d'Augusta.